# Генрі Дженкінс
Генрі Дженкінс (англ. Henry Jenkins III; нар. 4 червня 1958, Атланта, Джорджія, США) - американський дослідник медіа, професор комунікації, журналістики та кіно-мистецтва, член USC Annenberg School з комунікації та журналістики, член USC School of Cinematic Arts. Співзасновник та як співдиректор (разом з Вільямом Уріччі) Comparative Media Studies Массачусетського технологічного інституту. Працював як технічний радник у ZeniMax Media, батьківській компанії видавництва відео-ігор Bethesda Softworks., У 2013 році він став членом ради, яка обирає переможців Премії Пібоді.

## Освіта та особисте життя
Закінчив Університет Джорджії за спеціальністю Політичні науки та журналізм. Пізніше отримав ступінь магістра комунікаційних досліджень в Айовському Університеті. Захистив дисертацію в Вісконсинському університеті в Медісоні. З 2009 року працює в Університеті Південної Каліфорнії. Має дружину Синтію Дженкінс та сина Генрі Дженкінса четвертого.

## Основні концепції

### Медіаконвергентність
У своїй книзі "Convergence Culture: Where Old and New Media Collide",  Генрі Дженкінс продовжує і розвиває свою роботу про фанатів і блоги, що існують у цифрових соціальних мережах. У цій книзі Дженкінс розглядає те, як ці культури сходяться в корпоративних, релігійних, соціальних та розважальних аспектах американського суспільства. У культурі конвергенції Дженкінс поєднує академічну експертизу з доступним стилем для широкої аудиторії, яка зацікавлена у засобах масової інформації та культурології. Робота Дженкінса - це зв'язок теорій медіа-досліджень, яка зосереджується на ідеях конвергенції засобів масової інформації, культури фанів, фан-фантастики, блогу, колективного інтелекту та культури участі
У культурі конвергенції Дженкінс розглядає чотири аспекти конвергенції : економічний, технологічний, соціальний та культурний, що тісно перегукається із теорією масової комунікації Д. Мак-Квейла, який  наголошує на важливості медіа як соціального інституту, який треба досліджувати і знати особливості його функціонування. Під «технологічною конвергенцією» Дженкінс має на увазі оцифрування медіа-контенту. Економічна конвергенція - це інтеграція індустрії розваг у медіа-конгломерат, який керує різноманітними аспектами виробництва засобів масової інформації та призводить до перебудови культурних виробництв та трансмедіа діяльності. Культурна конвергенція описує нові форми творчості, що виникають у споживачів. Це може включати фан-фантастику, модифікації ігор і органічну конвергенцію, такі як "спойлерство"  та пародійні дії, що оточують різні медіа-постановки: телевізійні серіали Survivor, Гаррі Поттер, Зоряні Війни та серія фільмів Матриці; ролеві ігри, що відображають такі фільми.
Дженкінс дає загальний огляд історичного та культурного контексту, що дозволяє «розмити» чотири аспекти конвергенції, "розмити лінії" між дисциплінами. Незважаючи на те, що ця позиція може бути протилежною до позиції багатьох традиційних вчених, Дженкінс зазначає, що майбутнє передбачає відхід від високоспеціалізованих академічних і навіть корпоративних дисциплін. Для Дженкінса сьогоднішня культура конвергенції перетинає традиційні межі спеціалізації та галузей вивчення і дозволяє розглянути  практично будь-яку форму засобів масової інформації будь-якій особі чи організації незалежно від попереднього навчання. Цей крок вимагає, щоб кожен фахівець перетинався з інформаційними структурами та технологіями та керувався ними, коли вони існують та змінюються. Тоді, для Дженкінса, конвергенція - це розмивання кордонів, полів та спеціалізацій.
Основним твердженням Дженкінса в "Convergence Culture: Where Old and New Media Collide" є те, що культура конвергенції являє собою зміну відношення громадськості до медіа. Для Дженкінса ця зміна  відбувається  спочатку через популярну культуру, де навички, отримані внаслідок гри, також мають застосування у світах освіти, праці та політики. Дженкінс вказує на різноманітні соціальні, корпоративні та академічні інститути, які намагаються зламати сталі норми, моделюючи нові ініціативи для громадських фан-спільнот. У свою чергу, ці нові ініціативи виграють від того, що Дженкінс називає епохою конвергенції засобів масової інформації та колективного знання.
Вивчення популярної культури для Дженкінса - це процес колективного сприйняття, який безпосередньо впливає на функціонування таких соціальних інститутів, як релігія, освіта, бізнес і навіть військові структури. Протягом усієї книги Дженкінс спирається на теорію, наведену П'єром Леві, що описує феномен колективної дії людини та здатність "спільно думати" про проблеми для досягнення консенсусу. Таким прикладом, що ілюструє Дженкінс, є колективний інтелект, який пронизує вебсайти фанатів. Дженкінс також пояснює, як збирають, рекламують та обробляють окремі біти інформації споживачам інформації. Це "групове мислення" (або, як називає це Дженкінс "колективний інтелект") має свої власні правила та системи підтвердження інформації, які оцінюють не тільки якість розміщеної інформації, але й характер інформації.
Аналіз Дженкінса дає нові уявлення про внесок колективного інтелекту, які стосуються онлайнових середовищ. Наприклад, деякі учасники групи "Спойлер" Survivor присвячують багато часу і досліджень, щоб створити складні моделі, системи та гіпотези, які відповідають наявним фрагментам інформації, розміщеної членами спільноти. Інші редагують, переглядають та заперечують факти та твердження у вигляді академічного рецензування ідей.
Разом з концепцією колективного інтелекту Дженкінс розвиває ідеї про експертну парадигму та споріднені групи. Експертна парадигма "використовує правила щодо того, як ви отримуєте доступ до інформації та обробляєте її, правила, які встановлюються за допомогою традиційних дисциплін. Навпаки, сила та слабкість колективного інтелекту полягають в тому, що вона безладна, недисциплінована та некерована". Нові культури знань є добровільними, тимчасовими та тактичними. Людина залишається у споріднених групах, якщо вони відповідають емоційним та інтелектуальним потребам особистості. Ці умови та їх використання в культурних дослідженнях не є новими; Дженкінс працює в рамках вже відомих традицій досліджень народної культури.
Для того, щоб заповнити деякі інші прогалини у висвітленні  мультимедійних новин у культурі конвергенції, Дженкінс також коротко розглядає питання про цифровий розрив і стверджує, що ЗМІ - це не просто технологія. Хоча концепція справедливого доступу до засобів масової інформації розглядається в книзі, вона аналізується не ретельно. Дженкінс також акцентує увагу на тому, що "потрібно переглянути мету медіа-освіти, щоб молодь могла усвідомити себе як виробників та учасників культури, а не просто як споживачів, критичних або якихось ще.

### Універсальна культура
Універсальна культура є тематикою багатьох наукових праць Дженкинса, які зосереджені на розробці принципів теорії та практики мас-медіа, за допомогою яких користувачі медіа перш за все розуміються як активні та творчі учасники, а не просто пасивні споживачі. Ця участь зацікавлених сторін вважається все більш важливою з урахуванням посилених інтерактивних та мережевих можливостей зв'язку цифрових та інтернет-технологій. 
Дженкінс визначив культуру співучасті як таку що:
1. Має низькі бар’єри для художнього вираження та для громадської участі;
2. Має надійну підтримку створення та обміну творіннями з іншими;
3. Має певний тип неформального наставництва, за допомогою чого інформація від найбільш досвідчених, передається новим людям;
4. Учасники вважають, що їх внесок має значення;
5. Де учасники відчувають певний ступінь соціальних зв'язків один з одним (принаймні вони піклуються про те, що думають інші люди про те, що вони створили). Не кожен учасник повинен внести свій внесок, але всі повинні вірити, що вони можуть робити свій внесок і те, що вони внесуть, будуть належним чином оцінюватися.
Дженкінс також виділив ключові форми культури участі:
Афіляція- членство в онлайн спільнотах 
Вирази- виготовлення нових креативних форм
Спільна робота- наприклад створення контенту, модів для відеоігр і так далі.

### Трансмедіа розповідь
Однією з найбільш відомих концепції Дженкінса є «трансмедійна розповідь». Суть трасмедійної розповіді історії Дженкінс визначив так: 
Трансмедійна розповідь - це процес, у якому інтегральні елементи художньої літератури розділяються на декілька різних каналів із метою створення нового розважального досвіду, при чому в ідеалі кожен з цих елементів має вносити власний внесок в історію. 
Трансмедійна розповідь - процес, який створює новий світ таким чином, щоб можна було підтримувати розвиток франшизи, створювати багато різних історій, узгоджених у такий мірі, щоб вони підходили одна одній. В результаті такі елементи історії можуть бути розповсюджені по різних медіа-платформах, що допомагає залученню нових людей до участі в історії.
В результаті Дженкінс виокремив сім основних принципів «трансмедіа-розповіді»: розповсюджуваність, проникність, безперервність, кратність, занурення,  екстрактивність, побудова світу.
Розповсюдженість. Виникає через взаємодію фанатів - читачі активно займаються поширенням матеріалу у власних соціальних мережах, саме цей процес часто називають «вірусним явищем». Нерідко «вірусність» контенту використувується свідомо для залучення більшої аудиторії.
Проникність. Історія захоплює фанатів таким чином, що стимулює глибоке вивчення деталей, «пасхальних яєць» та різних контекстів історії. Для ілюстрації цього використовується приклад франшизи «Матриця», де нові секрети могли бути ключем до майбутнього розвитку франшизи або більш яскравої її ілюстрації. Наприклад, номери автомобілів DA203 або IS5416 відносяться до відповідних віршів Біблії - Даниїла 2:3 та Ісаї 54:16
Безперервність- метод розповіді історії, при якому хоча розповідь і ведеться в окремих елементах твору, вона все одно підтримує узгодженість та достовірність сюжету. Водночас саме через цей принцип франшиза може втратити глядача - через велику кількість деталей часто втрачається узгодженість. Інколи, прагнення зберегти безперервність сюжетів демонструється саме найбільш відданими фанатами, які у випадку Star Wars створили онлайн-енциклопедію «Вукипедія».
Кратність. Принцип, при якому велика кількість сюжетних ліній в межах одного всесвіту подається із різних сторін. Як приклад можна подивитися на величезний всесвіт "Зоряний шлях", в якому різні вигадані кораблі, екіпажі та станції вивчають ту саму галактику з різних точок зору, в різні періоди часу і стикаються з різними проблемами.
Занурення. Завдяки йому фанат забуває про реальні обставини, повністю занурюючись у всесвіт. Яскраво прослідковується це через розвиток технологій у кінематографі - виникнення кольорового зображення, звуку, пізніше і Аватар Джеймса Кемерона підштовхнув можливості у зануренні глядача у фільм впровадженням 3D зображення.
Екстрактивність. Дає щось для фаната, що можна потім взяти з собою, в простір свого повсякденного життя. Ці аспекти можуть бути фізичними, наприклад мільйони фігур "Зоряних війн", проданих за 34 роки франшизи. Але в теорії, вони також можуть бути філософськими або поведінковими, демонструючи різні соціальні проблеми.
Побудова світу. Створення основи, на якій розгортається основна історія та додаткові сюжети. Дженкінс демонструє, що великим елементом успіху є також і той вплив, який чинить головний герой на світ навколо нього, навіть якщо дії головного героя розподілені на декілька різних фільмів або книг.

## Блог та сфери інтересів
Генрі Дженкінс має власний блог, який активно веде починаючи із 2006 року. Нараховує більше за півтори тисячі публікацій. Основними тематиками стетай є наступні:

### Дослідженнякоміксів
Як давнішній любитель коміксів, Дженкінс залишає дану тематику у власному полі зору впродовж довгого часу. Його інтерес полягає у дослідженні як супергеройських коміксів, так і альтернативних. У власних академічних публікаціях розглядає роботу над коміксами таких людей як Брайан Майкл Бендіс, Девід Мак, Шпігельман Арт, Дін Моттер,а також інших У грудні 2015 року Microsoft Research New England's Social Media Collectiv  анонсовали нову книгу про комікси, над якою працює Дженкінс.

### Дослідженнявідеоігор
Дослідження Дженкінаса в області відеоігор були сформоване його попередньою зацікавленістю у дебатах навколо формуваних мас-форм популярної культури, а також його паралельному інтересі до дитячої культури. Дженкінс назває відеоігри "Новим живим мистецтвом" і стверджував, що це було вирішальне середовище для зростання цифрової інтерактивної культури. У блозі активно підтримує цю тематику, такими статтями як Are Games Art? Wii, I Mean, Oui! від другого липня 2006,  From Serious Games to Serious Gaming   2007 року та іншими

### Культурафанатів
Робота Дженкінаса з фан-культури виникає з його наукових інтересів у популярній культурі та засобах масової інформації, а також відображення власного досвіду як фанат медіа. Дженкінс описує себе як "aca-fan", термін, що описує академічного дослідника, який свідомо ідентифікує та пише як фанат. Книга Дженкінса, 1992 року  «Textual Poachers: Television Fans & Participatory Culture.», яка фактично була початком праці у даному напрямку, розглядала не тільки у рамках телевізійних програм, а й за їх межами.  Дослідження Дженкіна в Текстових Браконьєрах показало, як фанати створюють власну культуру шляхом присвоєння та реміксації - "браконьєрського" контенту, підсилюючи фанатську комунікацію, створюючи нові креативні форми на основі елементів масової культури. У власному блозі продовжує розвивати цю тематику, у таких статтях як, наприклад, «When Fandom Goes Mainstream» від 29 листопада 2006, When Fan Boys and Fan Girls Meet... від 17 травня 2007, "Same Old Shit!": Fan Resistance at Wrestlemania 29 від 16 квітня 2013 та багатьох інших

### Водевільі кінематограф
Основний інтерес Дженкінса до водевілю і кінематографу мав місце бути під час ранньої дослідницької кар’єри- його магістерська дисертація в університеті Вісконсину досліджувала те, яким чином американський водевіль вплинув на розвиток комедійних фільмів із звуком у 1930-х роках, таких як Брати Маркс, Вільям Клод Філпс, і Едді Кантор. Дисертація стала основою книги book What Made Pistachio Nuts?: Early Sound Comedy and the Vaudeville Aesthetic. Основною тезою було твердження про те, що водевіль створив сильну базу для віртуозних виступів та емоційного впливу, що сильно контрастувало із класичним голівудським акцентом на персонажа та сюжет. Підхід Дженкінаса був частково натхненний коментаторами, які вважають, що раннє кіно несправедливо трактувалося скептичними коментаторами своєї епохи, оскільки воно стало зростаючим новим популярним культурним середовищем. На нього також вплинули вчені естетики кінематографії, такі як Девід Борвелл. Цей підхід пізніше допоможе сформувати наукову оцінку Дженкінаса в області відеоігор, оскільки ще одне зростаюче популярне культурне середовище зазнало великої критики. Ця тематика найбільш широко розкрита у його блозі, ілюстрована такими публікаціями як, наприклад, The Ancient Art of Falling Down: Vaudeville Cinema Between Hollywood and China , від 19 квітня 2016, Youtube and the Vaudeville Aesthetic  від 19 листопада 2006.

## Публікації
- Jenkins, Henry (1992). What Made Pistachio Nuts?: Early Sound Comedy and the Vaudeville Aesthetic. New York: Columbia University Press. ISBN 0-231-07855-2.
- Jenkins, Henry (1992). Textual Poachers: Television Fans & Participatory Culture. Studies in culture and communication. New York: Routledge. ISBN 0-415-90571-0.
- Jenkins, Henry (ed. with Kristine Brunovska Karnick) (1994). Classical Hollywood Comedy. American Film Institute Film Readers. New York: Routledge, Chapman and Hall. ISBN 0-415-90639-3.
- Tulloch, John; Jenkins, Henry (1995). Science Fiction Audiences: Doctor Who, Star Trek and Their Followers. London: Routledge, Chapman and Hall. ISBN 0-4150-6141-5.
- Jenkins, Henry (ed. with Justine Cassell) (1998). From Barbie to Mortal Kombat: Gender and Computer Games. Cambridge, MA: MIT Press. ISBN 0-2620-3258-9.
- Jenkins, Henry (1998). The Children's Culture Reader. New York: New York University Press. ISBN 0-8147-4231-9.
- Jenkins, Henry (ed. with Tara McPherson and Jane Shattuc) (2002). Hop on Pop: The Politics and Pleasures of Popular Culture. Duke University Press. ISBN 0-8223-2737-6.
- Thorburn, David and Henry Jenkins (Eds.) (2003). Rethinking Media Change: The Aesthetics of Transition. Media in Transition. Cambridge, MA: MIT Press. ISBN 0-262-20146-1.
- Jenkins, Henry and David Thorburn (Eds.) (2003). Democracy and New Media. Media in Transition. Cambridge, MA: MIT Press. ISBN 0-262-10101-7.
- Jenkins, Henry (2006). Convergence Culture: Where Old and New Media Collide. New York: New York University Press. ISBN 0-8147-4281-5.
- Jenkins, Henry (2006). The Wow Climax: Tracing the Emotional Impact of Popular Culture. New York: New York University Press. ISBN 0-8147-4282-3.
- Jenkins, Henry (2006). Fans, Bloggers, and Gamers: Exploring Participatory Culture. New York: New York University Press. ISBN 0-8147-4284-X.
- Jenkins, Henry (with Ravi Purushotma, Margaret Weigel, Katie Clinton, and Alice J. Robison) (2009), Confronting the Challenges of Participatory Culture: Media Education for the 21st Century, Cambridge: MIT Press, ISBN 9780262513623
- Jenkins, Henry; Ford, Sam; Green, Joshua (2013), Spreadable Media: Creating Meaning and Value in a Networked Culture, New York: New York University Press, ISBN 0-8147-4350-1
- Jenkins, Henry; Kelley, Wyn (with Katie Clinton, Jenna McWilliams, Ricardo Pitts-Wiley and Erin Reilly) (2013), Reading in a Participatory Culture: Remixing Moby-Dick for the English Literature Classroom, New York: Teachers College Press, ISBN 9780262513623
- Jenkins, Henry; Ito, Mizuko; boyd, danah (2015), Participatory Culture in a Networked Era: A Conversation on Youth, Learning, Commerce, and Politics, Cambridge, UK: Polity Press, ISBN 0-7456-6070-3
- Jenkins, Henry; Shresthova, Sangita; Gamber-Thompson, Liana; Kligler-Vilenchik, Neta; Zimmerman, Arely (2016), By Any Media Necessary: The New Youth Activism, Connected Youth and Digital Futures, New York: New York University Press, ISBN 1-4798-9998-4